# Qui iustis causis
Qui iustis causis é uma bula papal emitida pelo papa Inocêncio IV (r. 1243–1254) em 23 de setembro de 1243, autorizando as cruzadas na Livônia e na Prússia. Pouco depois da eleição de Inocêncio ao papado, a Ordem Teutônica buscou seu consentimento à supressão da rebelião prussiana e para sua luta contra os lituanos. Foi relançada por Inocêncio e seus sucessores em outubro de 1243, março e agosto de 1256 e agosto de 1257. Quando a bula foi reemitida em março de 1256, foi enviada aos bispos Heidenrico de Chelmno e Henrique da Curlândia, para apoiar a pregação dominicana pela cruzada no Báltico.